# Calochortus fimbriatus
Calochortus fimbriatus là một loài thực vật có hoa trong họ Liliaceae. Loài này được H.P.McDonald mô tả khoa học đầu tiên năm 2000.